# Stoke Lyne
Stoke Lyne is een civil parish in het bestuurlijke gebied Cherwell, in het Engelse graafschap Oxfordshire met 218 inwoners.